# Wassili Robertowitsch Wiljams

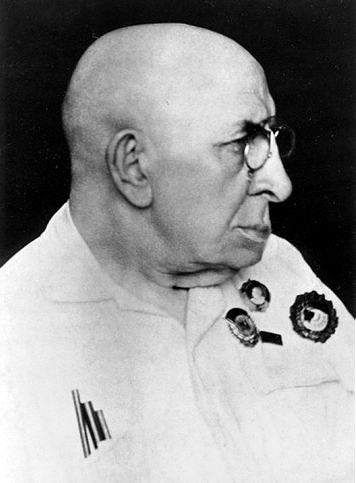
W. Wiljams, 1931

Wassili Robertowitsch Wiljams (russisch Василий Робертович Вильямс; * 27. Septemberjul. / 9. Oktober 1863greg. in Moskau; † 11. November 1939 in Moskau) war ein russisch-sowjetischer Bodenkundler. Er entwickelte das Trawopolnaja-System, ein im gesamten Ostblock bekanntes Feldgras-Fruchtfolgesystem.

## Leben
Wiljams absolvierte 1887 die Petrowskaja landwirtschaftliche Akademie (jetzt Russische Staatliche Agraruniversität in Moskau). Er war Magister der landwirtschaftlichen Wissenschaften (1894), Professor (1894), Akademiemitglied der Sowjetische Akademie für Landwirtschaftswissenschaften (1935). Wassili Wiljams war herausragender Wissenschaftler, Bodenforscher und Agrobiologe. Er arbeitete als Assistent, Leiter des Versuchsfeldes des Lehrstuhls für Bodenkunde und allgemeine Landwirtschaft (1885–1891); später wurde er Assistenzprofessor für Bodenkunde, allgemeine Landwirtschaft und landwirtschaftliche Maschinen (1891–1894), seit 1894 war er Professor und Abteilungsleiter, von 1922 bis 1925 war er Rektor der Russische Staatliche Agraruniversität.
Wassili Wiljams hat eine biologische Richtung in der Erforschung von Böden gegründet. Er hat die Theorie über den biologischen Kreislauf der Stoffe, über das Wesen des Bodenbildungsprozesses, über den organischen Stoff des Bodens, über den einzelnen Bodenbildungsprozess entwickelt. Zum ersten Mal formulierte er das Konzept der Pflanzenbildung in Bezug auf die Bodenkunde eine natürliche Kombination von höheren Pflanzen und Mikroorganismen. Er ist der Entwickler der lysimetrischen Methode, einer Reihe von großen Teilen der Theorie des Bodenbildungsprozesses und der Bodenfruchtbarkeit.
Zusammen mit Trofim Lyssenko wird Wiljams für eine ideologische Landwirtschaftsforschung während des Stalinismus in der Sowjetunion mitverantwortlich gemacht.
Es wurden mehr als 350 wissenschaftliche Arbeiten, darunter 72 Bücher und Broschüren, darunter 7 Monographien Veröffentlicht. Eine Reihe von Werken wurde im Ausland veröffentlicht.
Wiljams erhielt zahlreiche Preise, darunter den Leninpreis 1931, den Leninorden, zweimal den Orden des Roten Banners der Arbeit.

## Trawopolnajasystem
Das Trawopolnajasystem beinhaltete die Anlage von Waldschutzstreifen, zwei Fruchtfolgen (Ackerbau- und Futterbaufruchtfolge) mit häufigen Anbau von Kleegrasmischungen, Bodenbearbeitungsmaßnahmen sowie die Entwicklung von Bewässerungsmöglichkeiten.

## Werke
- Drei Gespräche mit Kolchosbauern des Gebietes Moskau. - Berlin: Kultur und Fortschritt, 1951.
- Über das Trawopolnaja-System der Landwirtschaft. /Ins Deutsche übertr. von W. Höppner. - Berlin: Kultur und Fortschritt, 1951.